# Altmühldorf

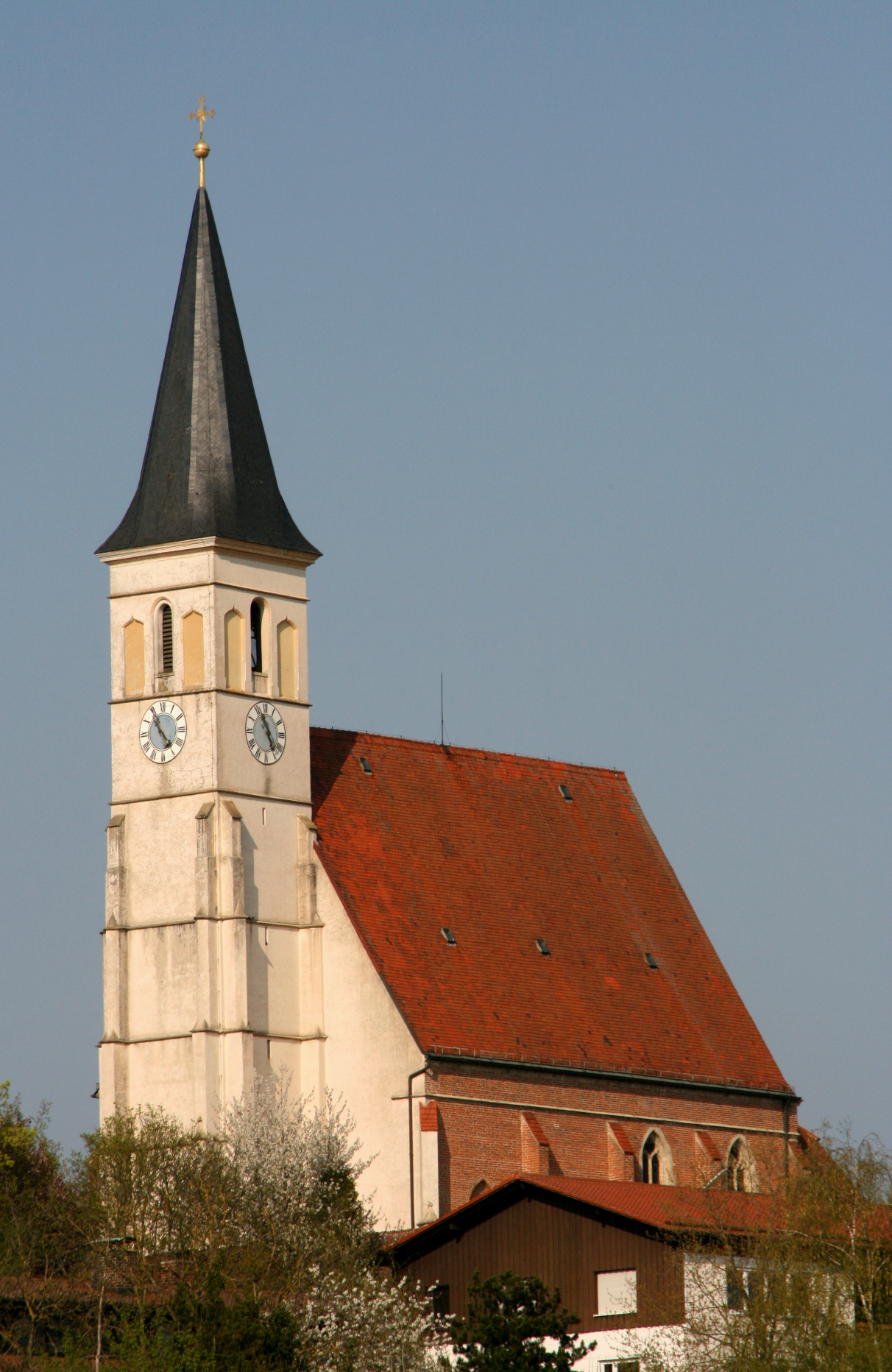
St. Laurentius in Altmühldorf

Altmühldorf ist ein Gemeindeteil der oberbayerischen Kreisstadt Mühldorf am Inn.

## Geographie
Das Pfarrdorf liegt drei Kilometer westlich der Stadtmitte und südlich der Bahnstrecke München–Simbach. Der Südwesten des Ortes liegt am Inn.

## Geschichte
Altmühldorf war Sitz einer Hofmark des Erzstifts Salzburg, die 1764 14 Häuser und Gütl in Altmühldorf und Ecksberg umfasste und im Zuge der Säkularisation in Bayern aufgelöst wurde. Die Gemeinde Altmühldorf wurde durch das Gemeindeedikt von 1818 errichtet. Sie wurde am 1. Mai 1978 bei der Gebietsreform nach Mühldorf am Inn eingemeindet.
Die Pfarrkirche St. Laurentius ist eine dreischiffige Hallenkirche aus dem Jahr 1518, der Chor stammt aus dem Jahr 1759.

### Einwohner
948 Einwohner (1925)
996 Einwohner (1933)
1.006 Einwohner (1939)
1.685 Einwohner (2012)

### Ehemaliges Gemeindewappen
Die frühere Gemeinde Altmühldorf führte von 1969 bis zu ihrer Auflösung am 1. Mai 1978 ein eigenes Wappen, welches in der oberen Hälfte ein goldenes Ziborium, in der unteren ein rotes Mühlrad zeigt.